# Caspar Tüfel
Caspar Tüfel (* vor 1598 in Sursee, Kanton Luzern; † 8. März 1662 ebenda) war ein Schweizer Holzbildhauer und Altarbauer.

## Leben und Werk

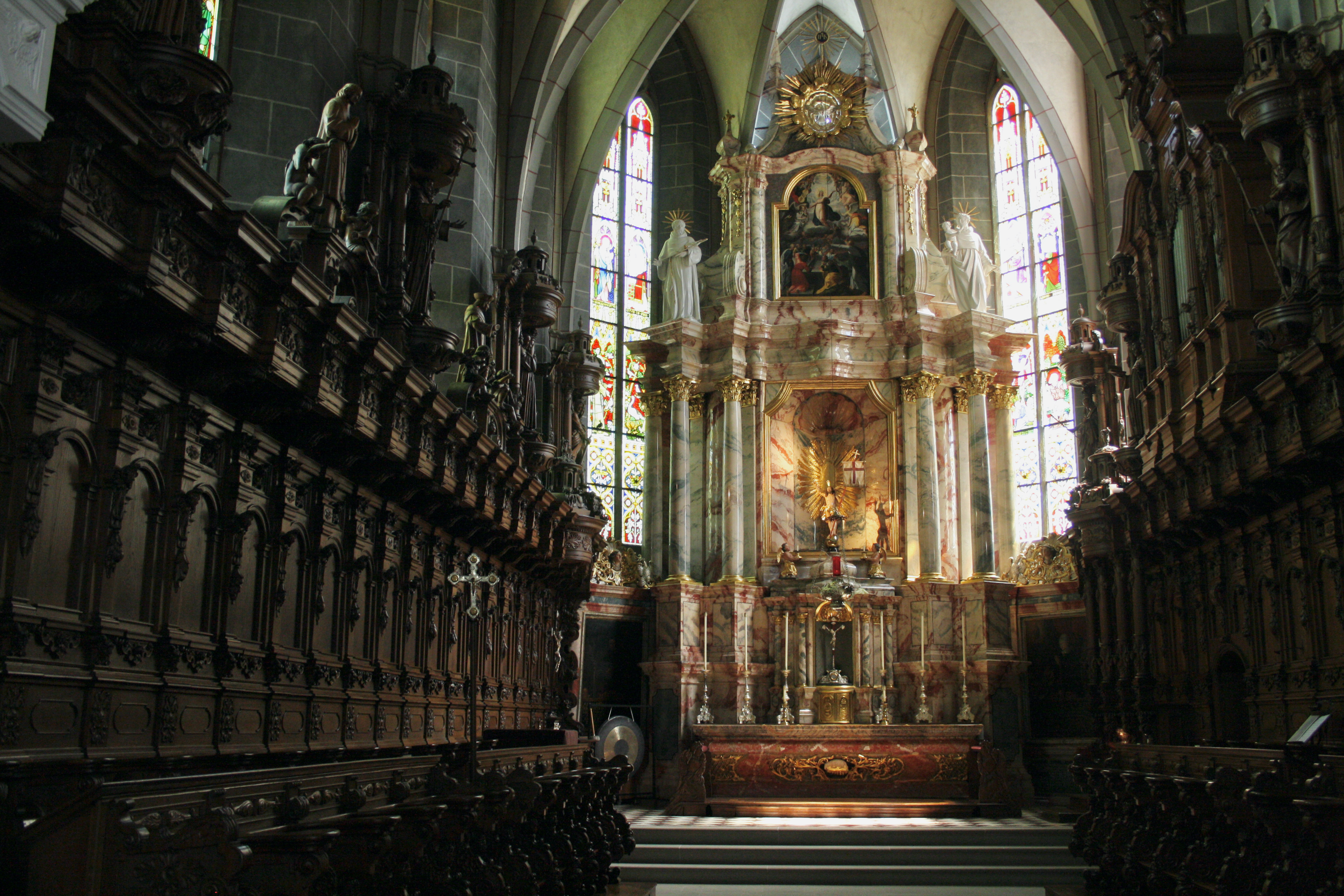
Chor und Hauptaltar der Franziskanerkirche Luzern

Tüfel schuf zusammen mit Hans Ulrich Räber von 1644 bis 1649 das Chorgestühl der Franziskanerkirche in Luzern.
Ab 1646 war er Ratsherr in Sursee und von 1650 Mitglied der Lukasbruderschaft in Luzern. Tüfel heiratete 1612 Maria, geborene Zust. Der Sohn Hans Wilhelm (* 1631) wurde sein Nachfolger.
Mit diesem schuf er von 1655 bis 1658 den Liebfrauenaltar für die St. Ursenkathedrale in Solothurn, die Ratsstube in Sursee, den Liebfrauen- oder Kreuzaltar für die Wallfahrtskirche des Klosters Werthenstein und 1661 den Hochaltar der Pfarrkirche Sursee.
Tüfel gehört zu den ländlich-traditionellen Vertretern einer volksnahen Kunst und zählt zu den wichtigsten Protagonisten der innerschweizerischen Plastik am Übergang von der Spätrenaissance zum Frühbarock.